# لنگرماهی سراستخوانی
لنگرماهی سراستخوانی (نام علمی: Artedius notospilotus) نام یک گونه از سرده آرتدیوس است.